# Jogendranagar
Jogendranagar è una suddivisione dell'India, classificata come census town, di 34.844 abitanti, situata nel distretto del Tripura Occidentale, nello stato federato del Tripura. In base al numero di abitanti la città rientra nella classe III (da 20.000 a 49.999 persone).

## Società

### Evoluzione demografica
Al censimento del 2001 la popolazione di Jogendranagar assommava a 34.844 persone, delle quali 17.715 maschi e 17.129 femmine. I bambini di età inferiore o uguale ai sei anni assommavano a 3.873, dei quali 1.979 maschi e 1.894 femmine. Infine, coloro che erano in grado di saper almeno leggere e scrivere erano 25.777, dei quali 13.922 maschi e 11.855 femmine.